# Штраусфурт
Штраусфурт (њем. Straußfurt) општина је у њемачкој савезној држави Тирингија. Једно је од 55 општинских средишта округа Земерда. Према процјени из 2010. у општини је живјело 1.854 становника. Посједује регионалну шифру (AGS) 16068053.

## Географски и демографски подаци
Штраусфурт се налази у савезној држави Тирингија у округу Земерда. Општина се налази на надморској висини од 150 метара. Површина општине износи 14,8 km². У самом мјесту је, према процјени из 2010. године, живјело 1.854 становника. Просјечна густина становништва износи 125 становника/km².